# Hugh O'Donnell
Sir Hugh O'Donnell (irlandais: Sir Aodh mac Maghnusa Ó Domhnaill) mort en 1600 est un seigneur gaélique. Il est le 23e
O'Donnell ou Ua Domhnaill du  clan, et roi de  Tyrconnell en Irlande de 1566 à son abdication en 1592.

## Biographie
Aodh Ruadh mac Aodha est le second fils de Maghnus mac Aodha Duibh Ó Domhnaill. Après la chute mortelle de cheval de son frère aîné An Calbhach mac Maghnusa le 26 octobre 1566 il lui succède ,
À la suite de son second mariage avec Iníon Dubh (en), fille de James MacDonald, Lord des Îles,, une violente crise éclate parmi les  O'Donnell au cours de la décennie 1580 au sujet de la dévolution de sa future succession. Après la libération de sa captivité à Dublin de Hugh Roe O'Donnell, le fils aîné de sa seconde épouse, il est contraint d'abdiquer en  sa faveur en 1592 Il vit ensuite dans la retraite jusqu'à sa mort en 1600 à l'époque de la  rébellion de Tyrone, ,.

## Union et postérité
De sa première union anonyme sont nés :
- Donnchadh (Duncan) "Scaite"[7]
- Sir Donnell († 1590)
- Ruaidhri (Rory)  († 1575)
- Siobhán (Joanna), († janvier 1591), épouse Hugh O'Neill, 2e comte de Tyrone, en 1574.[4]
- fille anonyme, épouse un fils de  Turlough Luineach O'Neill.

Il épouse en secondes noces Fionnghuala (Fiona) MacDonald, connu sous son surnom irlandais de Iníon Dubh (en)
,, fille de James MacDonald, 6e de Dunnyveg et d' Agnes Campbell, dont les enfants suivants:
- Nuala O'Donnell, épouse Niall Garve O'Donnell
- Hugh Roe (Aodh Ruaidh) [4] (c. 1572 – 10 September 1602)
- Rory (Ruaidhri) (c. 1575 – † 18 juillet/28 juillet 1608),[4] 1er Comte de Tyrconnell le 27 septembre 1603, épouse Brigid FitzGerald
- Maghnus
- Mairghead (Margaret)
- Máire (Mary) († 1662), épouse d'abord Sir Donnell Ó Cathain puis  Tadhg O'Rourke.
- Cathbarr († 1608)
- Gráinne[8]

## Sources
- (en) T.W Moody, F.X. Martin, F.J. Byrne A New History of Ireland , Volume IX Maps, Genealogies, Lists. A companion to Irish History part II. Oxford University Press réédition 2011  (ISBN 9780199593064).